# Lotus 91
Lotus 91 – bolid Formuły 1 zespołu Lotus używany w sezonach 1982-1983. Pierwszy bolid w historii Formuły 1, który został wyposażany w system hydrauliczny aktywnego zawieszenia oraz elementy z włókna węglowego, które kilka lat późnej stały się stałym elementem konstrukcji bolidów czy innych pojazdów.

## Wyniki
| Legenda oznaczeń w tabelach wyników Wyświetl szablon na nowej stronie | Legenda oznaczeń w tabelach wyników Wyświetl szablon na nowej stronie                                                                     |
| Oznaczenie                                                            | Wyjaśnienie |
| --------------------------------------------------------------------- | --- |
| Złoty                                                                 | Zwycięzca lub mistrzostwo |
| Srebrny                                                               | 2. miejsce lub wicemistrzostwo |
| Brązowy                                                               | 3. miejsce lub II wicemistrzostwo |
| Zielony                                                               | Ukończył, punktował (w klasyfikacji generalnej, gdy zdobył co najmniej jeden punkt na przestrzeni sezonu, poza trzema powyższymi opcjami) |
| Niebieski                                                             | Ukończył, nie punktował (w klasyfikacji generalnej, gdy nie zdobył co najmniej jednego punktu na przestrzeni sezonu)                      |
| Czerwony                                                              | Nie zakwalifikował się (NZ) |
| Czerwony                                                              | Nie prekwalifikował się (NPK) |
| Różowy                                                                | Nie ukończył (NU) |
| Różowy                                                                | Niesklasyfikowany (NS) (w klasyfikacji generalnej, gdy nie został sklasyfikowany w żadnym wyścigu sezonu)                                 |
| Czarny                                                                | Zdyskwalifikowany (DK) |
| Czarny                                                                | Wykluczony (WYK/EX) |
| Biały                                                                 | Nie wystartował (NW) |
| Biały                                                                 | Kontuzjowany (K/INJ) |
| Biały                                                                 | Wyścig odwołany (OD/C) |
| Bez koloru                                                            | Został wycofany (WYC/WD) |
| Bez koloru                                                            | Nie przybył (NP/DNA) |
| Bez koloru                                                            | Nie brał udziału w treningach (NT/DNP) |
| Bez koloru                                                            | Nie został zgłoszony (–) |
| Pogrubienie                                                           | Start z pole position |
| Kursywa                                                               | Najszybsze okrążenie wyścigu |
| †                                                                     | Nie ukończył, ale jego rezultat został zaliczony ze względu na przejechanie więcej niż 90% dystansu wyścigu.                              |
| *                                                                     | Sezon w trakcie |
| 1/2/3                                                                 | Punktowana pozycja w sprincie kwalifikacyjnym                                                                                             |
| Lista systemów punktacji Formuły 1                                    | |

| Sezon | Konstruktor         | Opony | Kierowcy        | Wyniki w poszczególnych eliminacjach | Wyniki w poszczególnych eliminacjach | Wyniki w poszczególnych eliminacjach | Wyniki w poszczególnych eliminacjach | Wyniki w poszczególnych eliminacjach | Wyniki w poszczególnych eliminacjach | Wyniki w poszczególnych eliminacjach | Wyniki w poszczególnych eliminacjach | Wyniki w poszczególnych eliminacjach | Wyniki w poszczególnych eliminacjach | Wyniki w poszczególnych eliminacjach | Wyniki w poszczególnych eliminacjach | Wyniki w poszczególnych eliminacjach | Wyniki w poszczególnych eliminacjach | Wyniki w poszczególnych eliminacjach | Wyniki w poszczególnych eliminacjach | Wyniki kierowców | Wyniki kierowców | Wyniki konstruktora | Wyniki konstruktora |
| Sezon | Konstruktor         | Opony | Kierowcy        | RSA                                  | BRA                                  | USW                                  | SMR                                  | BEL                                  | MON                                  | USE                                  | CAN                                  | NED                                  | GBR                                  | FRA                                  | GER                                  | AUT                                  | SUI                                  | ITA                                  | LVS                                  | Punkty           | Pozycja          | Punkty              | Pozycja             |
| ----- | ------------------- | ----- | --------------- | ------------------------------------ | ------------------------------------ | ------------------------------------ | ------------------------------------ | ------------------------------------ | ------------------------------------ | ------------------------------------ | ------------------------------------ | ------------------------------------ | ------------------------------------ | ------------------------------------ | ------------------------------------ | ------------------------------------ | ------------------------------------ | ------------------------------------ | ------------------------------------ | ---------------- | ---------------- | ------------------- | ------------------- |
| 1982  | Lotus-Ford Cosworth | G     | Elio de Angelis | 8                                    | NS                                   | 5                                    |                                      | 4                                    | 5                                    | NS                                   | 4                                    | NS                                   | 4                                    | NS                                   | NS                                   | 1                                    | 6                                    | NS                                   | NS                                   | 23               | 9                | 30                  | 5                   |
| 1982  | Lotus-Ford Cosworth | G     | Nigel Mansell   | NU                                   | 3                                    | 7                                    |                                      | NU                                   | 4                                    | NU                                   | NU                                   |                                      | NU                                   |                                      | 9                                    | NU                                   | 8                                    | 7                                    | NU                                   | 7                | 13               | 30                  | 5                   |
| 1982  | Lotus-Ford Cosworth | G     | Roberto Moreno  |                                      |                                      |                                      |                                      |                                      |                                      |                                      |                                      | DK                                   |                                      |                                      |                                      |                                      |                                      |                                      |                                      | 0                | NK               | 30                  | 5                   |
| 1982  | Lotus-Ford Cosworth | G     | Geoff Lees      |                                      |                                      |                                      |                                      |                                      |                                      |                                      | NS                                   |                                      |                                      | 12                                   |                                      |                                      |                                      |                                      |                                      | 0                | 34               | 30                  | 5                   |
|       |                     |       |                 | BRA                                  | USW                                  | FRA                                  | SMR                                  | MON                                  | BEL                                  | USE                                  | CAN                                  | GBR                                  | GER                                  | AUT                                  | NED                                  | ITA                                  | EUR                                  | RSA                                  |                                      | Punkty           | Pozycja          | Punkty              | Pozycja             |
| 1983  | Lotus-Ford Cosworth | P     | Elio de Angelis | DK                                   | Lotus 93T                            | Lotus 93T                            | Lotus 93T                            | Lotus 93T                            | Lotus 93T                            | Lotus 93T                            | Lotus 93T                            | Lotus 94T                            | Lotus 94T                            | Lotus 94T                            | Lotus 94T                            | Lotus 94T                            | Lotus 94T                            | Lotus 94T                            |                                      | 2                | 18               | 12                  | 8                   |